# Dislocation (linguistique)
Pour les autres significations, voir Dislocation.
Une dislocation, double marquage ou reprise nominale est un procédé d'emphase, comme le clivage. Il s'agit du détachement d'un constituant (appelé antécédent) en tête ou en fin de phrase et la reprise du constituant par un pronom :
Les pièces de Jean Giraudoux, Louis Jouvet les a créées (anaphore). - Louis Jouvet les a créées, les pièces de Jean Giraudoux (cataphore).
Dans la phrase canonique Louis Jouvet a créé les pièces de Jean Giraudoux, le thème est Louis Jouvet, et le prédicat est a créé les pièces de Jean Giraudoux. Dans les deux dislocations ci-dessus, une partie du prédicat devient thème, soit les pièces de Jean Giraudoux : c'est sur ces pièces qu'on apporte une information nouvelle. 
Les dislocations, comme toutes les emphases, sont très employées à l'oral (recherche de l'expressivité) mais aussi dans certains romans célèbres comme ceux de Louis-Ferdinand Céline.